# Gli arcieri di Sherwood
Gli arcieri di Sherwood (Sword of Sherwood Forest) è un film del 1960 diretto da Terence Fisher.